# 李特尔陨石坑
李特尔陨石坑（Ritter）是月球正面位于静海西南部的一座大撞击坑，约形成于早雨海世，其名称取自德国地理学家卡尔·李特尔（1779年－1859年）及德国土木工程师格奥尔格·奥古斯特·迪特里希·李特尔（1826年－1908年），1935年被国际天文学联合会批准接受。

## 描述

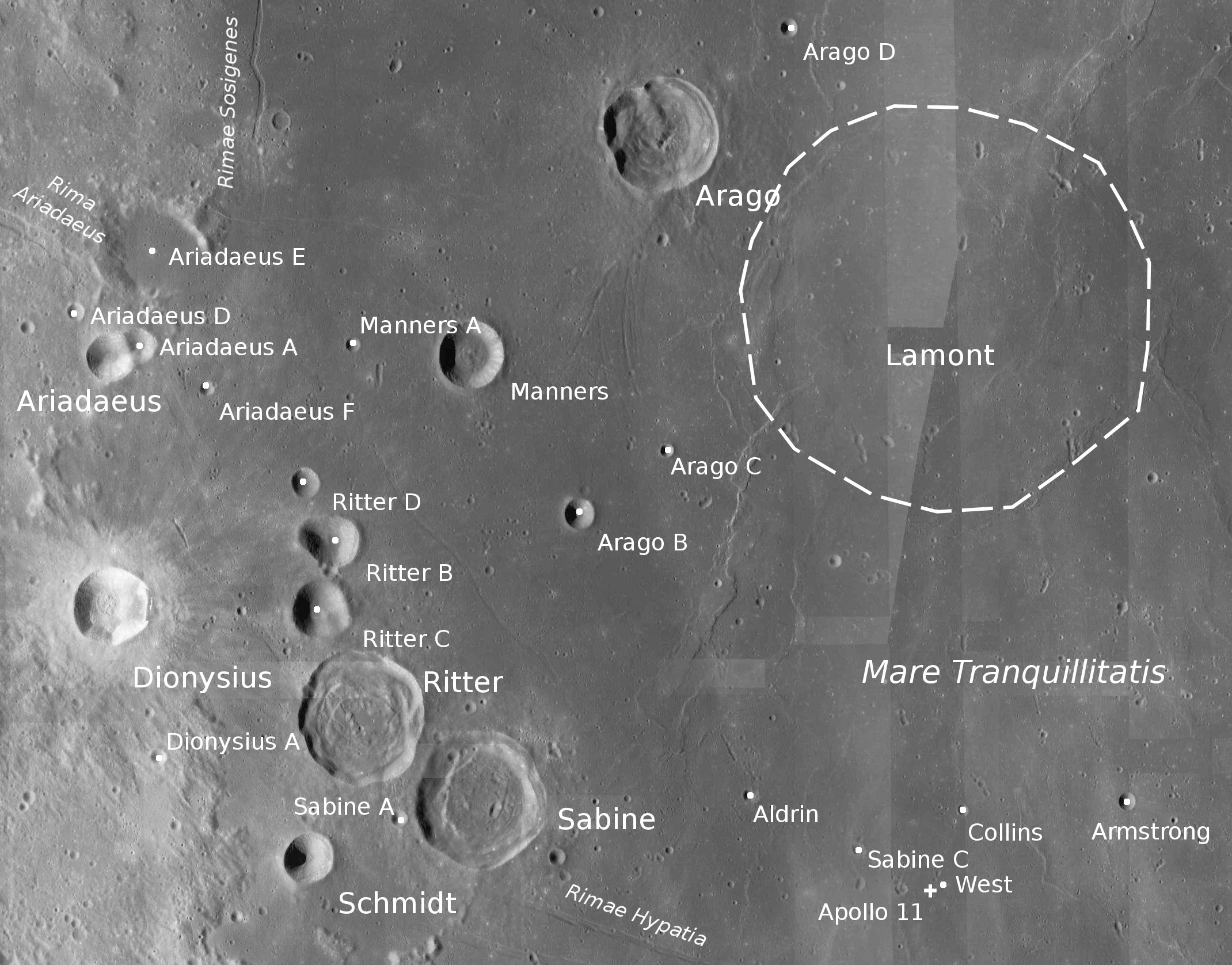
李特尔陨石坑周边图，月球勘测轨道飞行器拍摄。

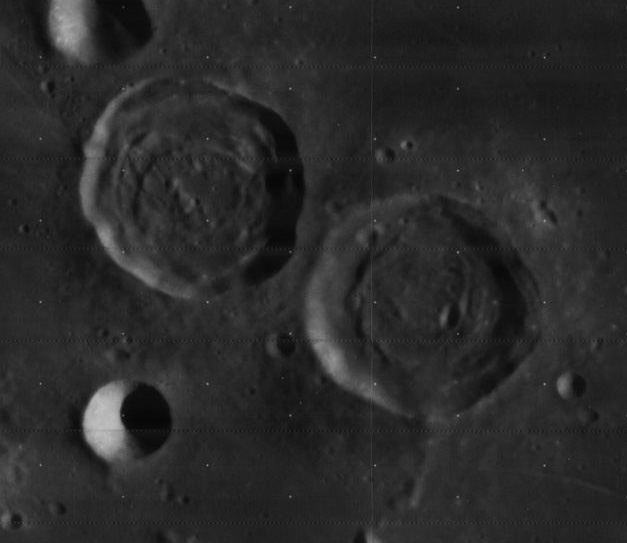
月球轨道器4号拍摄的萨宾陨石坑（中右）、李特尔陨石坑（中左）和 施密特陨石坑（左下）。

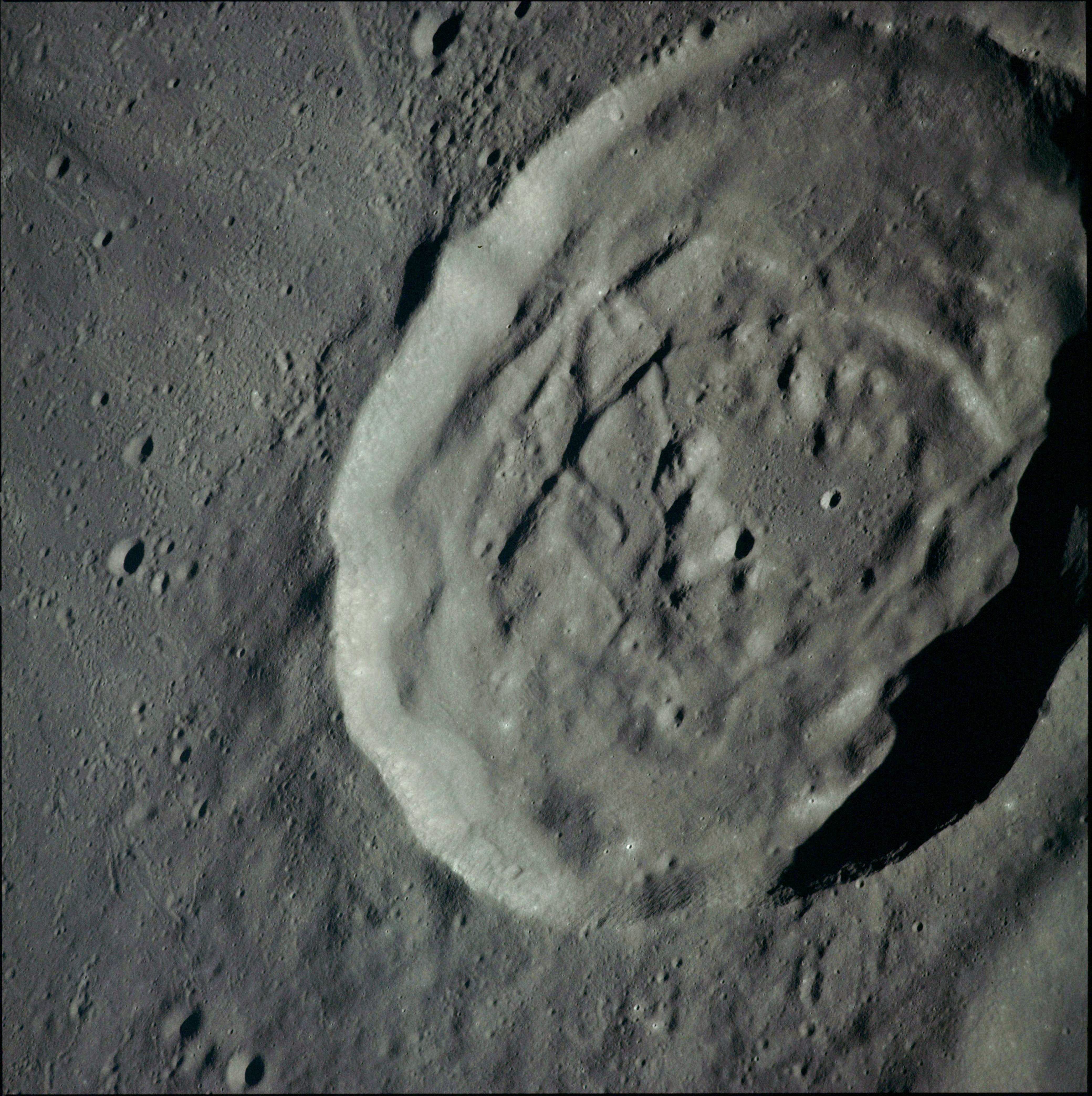
阿波罗10号拍摄的李特尔陨石坑照片

该陨坑西北偏西毗邻狄奥尼修斯陨石坑、东北偏北靠近曼纳斯陨石坑和阿拉戈陨石坑、萨宾陨石坑位于它的东南（两者间仅相隔一道数公里宽的峡谷）、西南南则是施密特陨石坑。李特尔陨石坑西北分布着一组称为李特尔月溪（Rimae Ritter）的平行沟系，而它的东南则横亘着笔直的希帕提娅月溪。。
该陨坑中心月面坐标为1°58′N 19°10′E / 1.96°N 19.17°E，分别位于直径29.5公里，深度约1.3公里。
李特尔陨石坑外观大致圆状，外侧壁高低错落，内侧壁则向内坍塌，坑壁平均高出周边地形910米，内部容积约592.31公里³。坑内底表崎岖不平，分布有数道低矮的山脊。
徘徊者8号在撞击静海月表前曾飞越过李特尔陨石坑。
李特尔陨坑深度较浅，形态特征类似于萨宾陨石坑，这二座陨坑原初被认为是火山臼，而非撞击坑。在《月球岩石：一位地质学家的月球探索史》一书中，前美国地质调查局月球地质学家唐纳德·威廉斯（Don Edward Wilhelms）描述：它们是一对形态和大小(29-30公里)完全相同的孪生坑，尽管明显年轻，但均没有放射状溅射边缘和次生坑，二者可能位于活跃的月海边沿。甚至是沿地堑-希帕提娅月溪分布的，最重要的是，它们较浅的坑底提供了判别撞击坑形成时间的依据。然而，在阿波罗登月完成后，人们才意识到所有盆地内的陨坑都曾产生了均衡抬升，因为静海盆地较薄的月壳和内部更高的熔岩温度，降低了岩床的黏度，使它们能较其它地区的陨石坑更快地与周边地层进入地壳均衡状态。

## 卫星陨石坑
按惯例，最靠近李特尔陨石坑的卫星坑将在月图上以字母标注在它的中心点旁边。

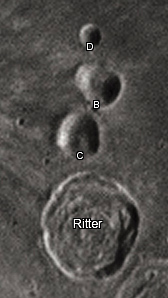
卫星坑图

| 李特尔 | 纬度   | 经度    | 直径    |
| ------ | ------ | ------- | ------- |
| B      | 3.3° N | 18.9° E | 14 公里 |
| C      | 2.8° N | 18.9° E | 14 公里 |
| D      | 3.7° N | 18.8° E | 7 公里  |

## 图集

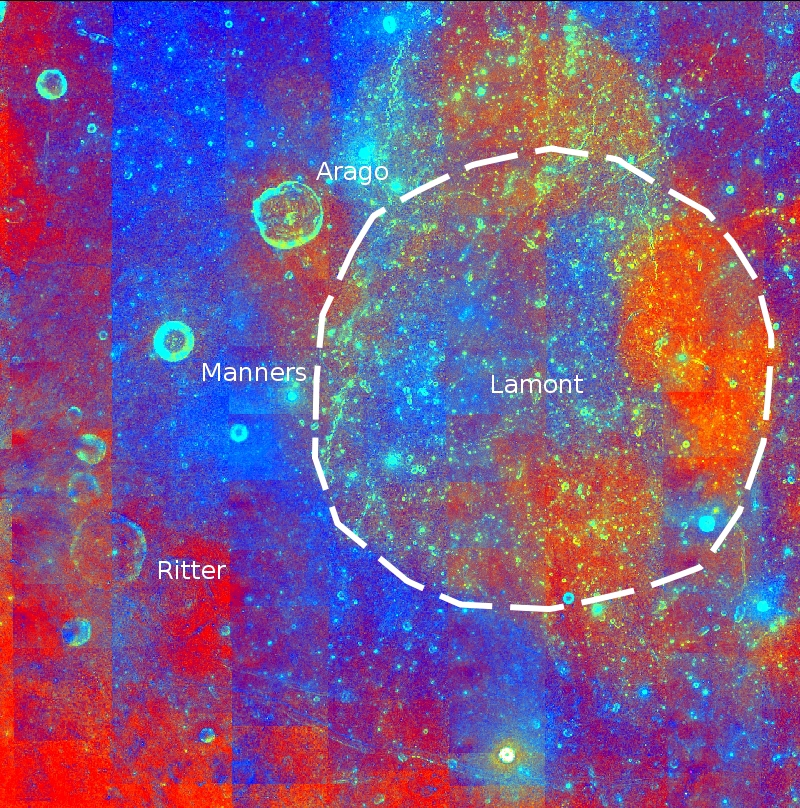
克莱门汀号紫外/可见光相机拍摄的图像
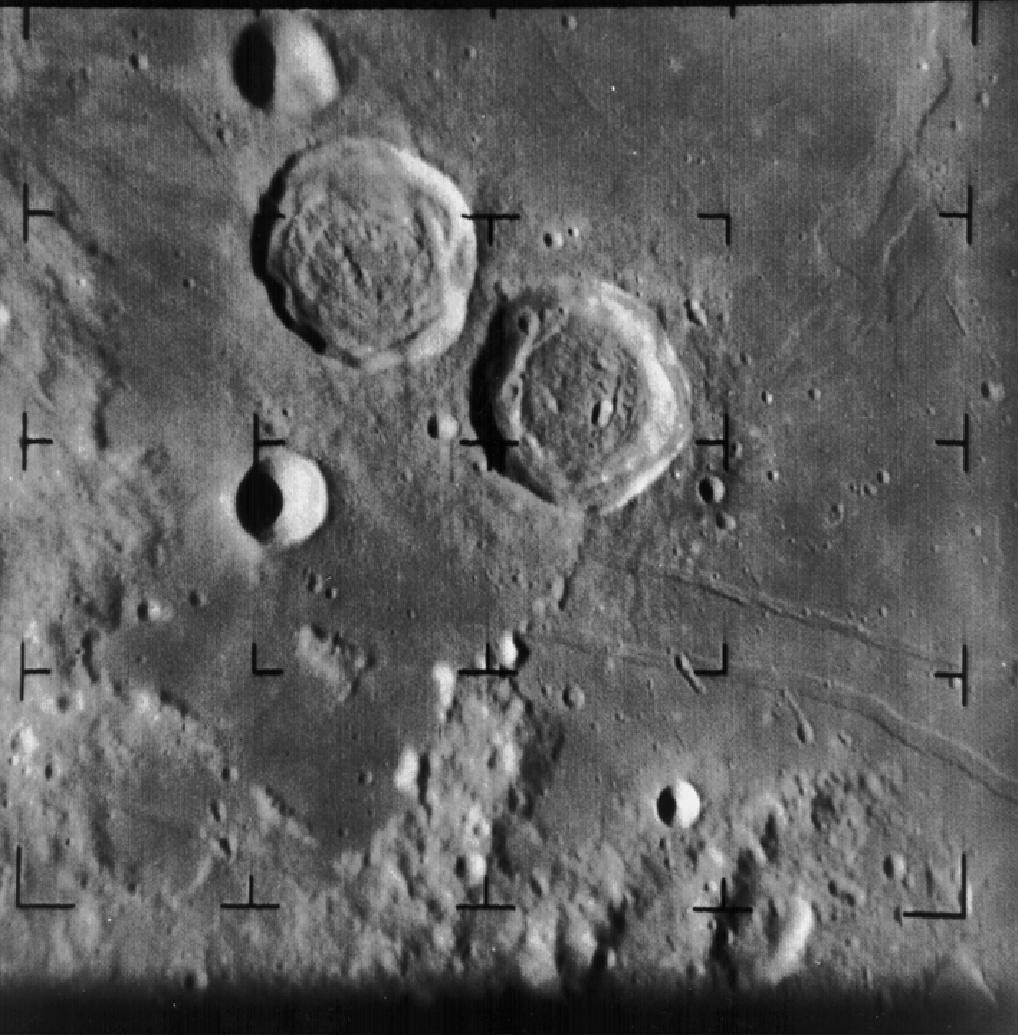
徘徊者8号拍摄的李特尔坑和萨宾坑照片
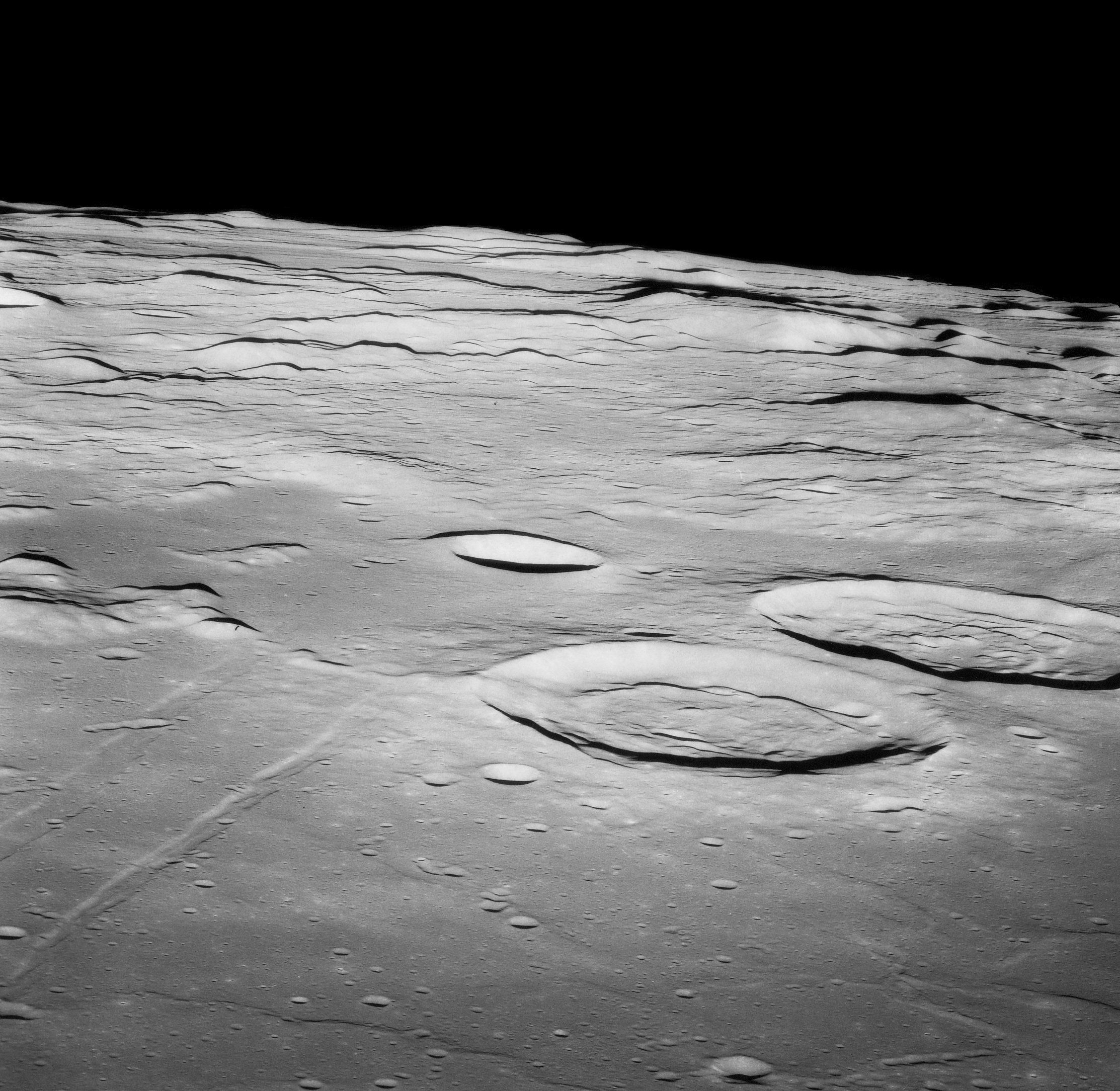
阿波罗11号拍摄的李特尔坑和萨宾坑（前景处），左下方可看到希帕提娅月溪，图中央是施密特陨石坑。

## 另请参阅
- Andersson, L. E.; Whitaker, E. A. . NASA RP-1097. 1982.
- Blue, Jennifer. . USGS. July 25, 2007  [2007-08-05]. （原始内容存档于2019-12-05）.
- Bussey, B.; Spudis, P. . New York: Cambridge University Press. 2004. ISBN 978-0-521-81528-4.
- Cocks, Elijah E.; Cocks, Josiah C. . Tudor Publishers. 1995. ISBN 978-0-936389-27-1.
- McDowell, Jonathan. . Jonathan's Space Report. July 15, 2007  [2007-10-24]. （原始内容存档于2019-06-21）.
- Menzel, D. H.; Minnaert, M.; Levin, B.; Dollfus, A.; Bell, B. . Space Science Reviews. 1971, 12 (2): 136–186. Bibcode:1971SSRv...12..136M. doi:10.1007/BF00171763.
- Moore, Patrick. . Sterling Publishing Co. 2001. ISBN 978-0-304-35469-6.
- Price, Fred W. . Cambridge University Press. 1988. ISBN 978-0-521-33500-3.
- Rükl, Antonín. . Kalmbach Books. 1990. ISBN 978-0-913135-17-4.
- Webb, Rev. T. W.  6th revised. Dover. 1962. ISBN 978-0-486-20917-3.
- Whitaker, Ewen A. . Cambridge University Press. 1999. ISBN 978-0-521-62248-6.
- Wlasuk, Peter T. . Springer. 2000. ISBN 978-1-85233-193-1.